# Kniepertie
Un kniepertie (knijpertje ou kniepertje, parfois ijzerkoek) est une gaufrette sucrée, fine et dure qui est traditionnellement cuite et consommée au tournant de l'année,, à Drenthe (knieperties, iezerkoekies), Groningue (knieperjes, kniepkoukies), Twente, dans l'Achterhoek (knieperkes) et à Salland. C'est une forme d'oublie.
Il existe différentes traditions régionales. Dans certaines régions, on ne mange que des galettes plates, dans d'autres, que des galettes roulées. Ailleurs encore, on part d'une kniepertie plate, et à partir du jour de l'an, présentées sous forme de rouleau du jour de l'an (ou rollechie(n)). L'idée sous-jacente est qu'en décembre, et quand l'ancienne année s'est complètement déroulée, on en fait un  rouleau qui symbolise la nouvelle année inconnue, comme un nouveau-né dans ses langes. Mais on trouve aussi la tradition inverse, où la vieille année est symbolisée par le rouleau et la nouvelle année par la galette plate. La version plate se trouve principalement dans la Drenthe et dans le coin nord-ouest, et la Salland de l'Overijssel, la version roulée plutôt dans la Groningue, la Twente et l'Achterhoek.

## Galerie

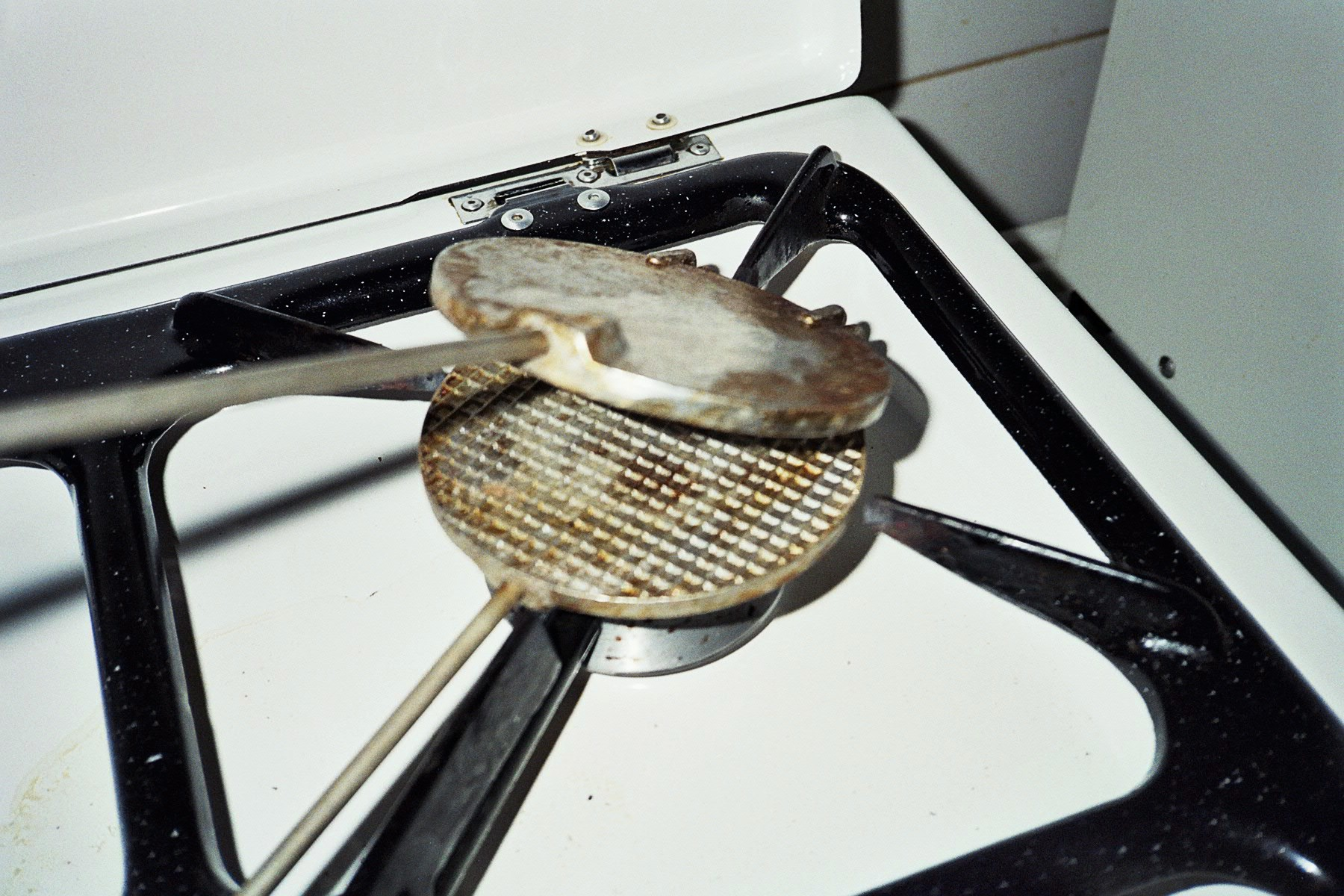
Un moule à kniepertie
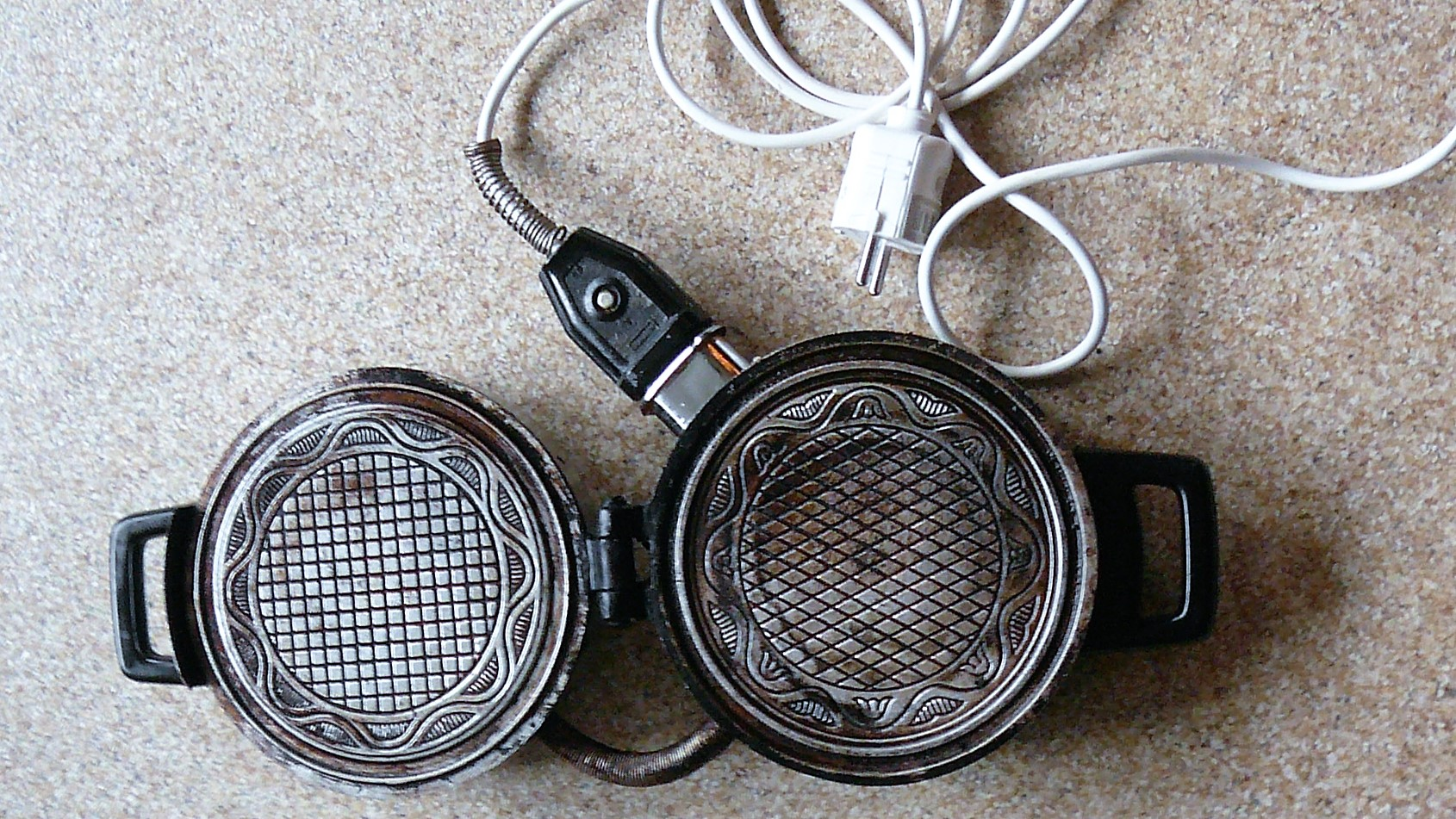
Un moule électrique